# Provincia de Margarita
La provincia de Margarita fue una provincia del Imperio español creada en el año 1510, siendo la primera en erigirse dentro de territorio de la actual Venezuela que ocupó en su totalidad la superficie de la isla de Margarita y adyacentes.

## Historia
En 1498 la isla fue descubierta por Cristóbal Colón durante su tercer viaje. Más tarde, el 18 de marzo de 1525, el emperador Carlos V erigía la Provincia o Gobernación de Margarita siendo concedida en propiedad por dos vidas a Marcelo Villalobos, cuando este murió el 24 de junio de 1526 le sucedería su hija Aldonza Villalobos Manrique, según la capitulación real del 13 de junio de 1527, pero debido a que era menor de edad fue su madre Isabel Manrique, la que asumió el gobierno de la isla.
Isabel Manrique se preocupó con la tarea pobladora trayendo grupos de colonizadores que se instalaran en forma permanente, y ante la imposibilidad de ocuparse de todas las tareas administrativas nombró como teniente de gobernador de Margarita a Pedro de Villárdiga.
Aldonza Villalobos Manrique se casó al cumplir los 16 años y pasó a gobernar la isla durante 33 años hasta el año de su muerte, en 1575. Había nombrado como gobernador interino a su yerno Juan Sarmiento quien en el mismo año le entregó el interinato al gobernador colonial Miguel Maza Lizana que lo ejerció por seis años, y luego de tres gobernadores interinos pasaría el gobierno titular en 1583 al bisnieto del primer propietario insular: Juan Sarmiento de Villandrando.
Colón bautizó la isla con el nombre de La Asunción, por haber sido descubierta en la fecha religiosa de la Virgen que lleva ese nombre. Al año siguiente, en 1499, Pedro Alonso Niño y Cristóbal Guerra la rebautizaron con el nombre de "La Margarita" debido a la abundancia de perlas encontradas en la región, otras hipótesis sugieren que el nombre de "Margarita" se refiere a la reina Margarita de Austria.
Margarita dependió de la Real Audiencia de Santo Domingo hasta 1739, cuando fue anexada al Virreinato de Nueva Granada, junto con las demás provincias venezolanas, hasta 1777 cuando el rey Carlos III creó la Capitanía General de Venezuela. El 5 de julio de 1811 se firmó el Acta de la Independencia de Venezuela, en la que representantes de Margarita fueron uno de los siete de las diez provincias pertenecientes a la Capitanía General de Venezuela que firmaron la declaración de independencia de la Corona de España y promulgaron la República de Venezuela. En 1819 Venezuela se unió a la Nueva Granada y Quito en la creación de la República de Colombia. En 1830 Venezuela se separó de Colombia, al surgir nuevamente la República de Venezuela, Margarita fue una de sus 13 provincias originales. En 1864, al dividirse el país en 20 estados y un distrito federal, Margarita tomó el nombre de Estado Nueva Esparta.
La isla de Margarita lanza su grito de independencia el día 4 de mayo de 1810, en un movimiento liderado por Juan Bautista Arismendi; aquel día Margarita se unió al movimiento independentista que fue proclamado en Caracas el 19 de abril de ese mismo año. Un año más tarde, para ser más precisos el 5 de julio de 1811, las provincias de Barcelona, Barinas, Caracas, Cumaná, Margarita, Mérida y Trujillo se declararon libres e independientes y firmaron el Acta de la Independencia, con la cual conformaron la Primera República de Venezuela. A estas se une más tarde la provincia de Guayana.

## División territorial
En 1835 la provincia de Margarita estaba dividida en los cantones de La Asunción (compuesto por las parroquias de Paraguachí, Pampatar, Los Robles, El Valle y Porlamar) y Norte (compuesto por las parroquias de Tacarigua, Juangriego, San Juan, Pedro González y Sabana Grande).
En 1856 la provincia de Margarita estaba dividida en los cantones Norte (compuesto por las parroquias de Norte, Juangriego, Tacarigua, Pedro González, Los Hatos, Pedregales, San Juan y las Islas Tortuga, Blanquilla, Testigos y Aves de Barlovento), con cabecera en Santa Ana del Norte, y Sur (compuesto por las parroquias de Asunción, Pampatar, Porlamar, Paraguachí, Espíritu Santo, Robles, y Sabana Grande), con cabecera en La Asunción.

## Propietarios por dos vidas
| Propietario                 | Periodo          |
| --------------------------- | ---------------- |
| Marcelo Villalobos          | 1525-1526        |
| Isabel Manrique (interina)  | 1526 / 1527-1542 |
| Aldonza Villalobos Manrique | 1542-1575        |
| Juan Sarmiento (interino)   | 1575             |

## Gobernadores coloniales
| Gobernador                            | Periodo          |
| ------------------------------------- | ---------------- |
| Miguel Maza Lizana (interino)         | 1575-1577        |
| Antonio Luis de Cabrera (interino)    | 1577-1578        |
| Miguel Maza Lizana (interino)         | 1578-1581        |
| Pedro de Arce (interino)              | 1581             |
| Antonio Enríquez (interino)           | 1582             |
| Juan Sarmiento de Villandrando        | 1583-1593        |
| Nicolás Aguiar (interino)             | 1593             |
| Cristóbal Velázquez (interino)        | 1593             |
| Francisco Gutiérrez Flores (interino) | 1594-1595        |
| Pedro de Salazar                      | 1595-1596        |
| Alonso Suárez del Castillo (interino) | 1597             |
| Pedro Fajardo                         | 1598-1602        |
| Fadrique Cáncer                       | 1602-1608        |
| Bernardo de Vargas Machuca            | 1608-1614        |
| Juan Rodríguez de las Varillas        | 1614-1619        |
| Andrés Rodríguez de Villegas          | 1619-1625        |
| García Álvarez de Figueroa            | 1625-1630        |
| Juan de Eulate                        | 1630-1638        |
| Juan Luis Camarena                    | 1638-1643        |
| Francisco de Santillán y Argote       | 1643-1649        |
| Fernando de Mendoza Mate de Luna      | 1649-¿?          |
| Francisco de Santillán y Argote       | ¿?-1668          |
| Martín de Tellerfa                    | 1668-1671        |
| Francisco Mejía y Alarcón             | 1671 / 1672-1676 |
| Juan Muñoz Gadea                      | 1676-1681        |
| Juan Fermín de Huidobro               | 1681-1683        |
| Juan Muñoz Gadea                      | 1683-1685        |
| Martín Cabeza de Vaca                 | 1686-1688        |
| Sancho de Zapata de Mendoza           | 1688-1690        |
| ¿?                                    |                  |
| José Leoz y Echalaz                   | 1692-1699        |
| Diego Suinaga y Orbea                 | 1699-1706        |
| ¿?                                    |                  |
| Diego Antonio de Molina Miñano        | 1712 / 1713-1717 |
| José Arias                            | 1717 / 1718-1723 |
| Juan de Vera y Fajardo                | 1724-¿?          |
| José Longar y Cobián                  | 1746-1750        |
| Joaquín Sabás Moreno de Mendoza       | 1750-1756        |
| Alonso de Río y Castro                | 1757-1764        |
| José de Matos y Rabel                 | 1764-1776        |
| Félix Francisco Bejarano              | 1776-1785        |
| Miguel González Dávila                | 1785-1792        |
| Juan de Dios Valdés de Yarza          | 1793-1796        |